# Vision béatifique
Dans la théologie chrétienne, la vision béatifique (latin: visio beatifica) est l'état de bonheur ultime que les croyants expérimenteront lorsqu'ils verront Dieu face à face au ciel. C'est l'ultime communication directe de Dieu à l'ange et à la personne. Une personne ou un ange possédant la vision béatifique atteint, en tant que membre de la communion des saints, le salut parfait dans son intégralité, c'est-à-dire le ciel. La notion de vision met l'accent sur la composante intellectuelle du salut, c'est-à-dire la contemplation immédiate de Dieu, bien qu'elle englobe toute l'expérience de la joie, le bonheur venant du fait de voir Dieu enfin face à face et non imparfaitement par la foi. (1 Cor 13: 11–12),.
Elle est liée à la croyance catholique et orthodoxe orientale en la théose,, à la notion wesleyenne de perfection chrétienne, et est considérée dans la plupart des confessions religieuses comme la récompense des chrétiens dans l'au-delà.

## Étymologie
«Béatifique» est dérivé du participe passé latin «beatificum», rendu heureux. «Vision» vient du nom latin «visio», la vue; donc «beatifica visio» signifie «une vue qui rend heureux».

## judaïsme
Selon Rashi, le visage de Dieu est double: l'attention de Dieu pour Israël («Et Je cacherai Ma face ce jour-là, à cause de tout le mal qu'ils ont commis, en se tournant vers d'autres divinités.») et l'essence de Dieu («Alors Je retirerai Ma main, et vous verrez Mon dos, mais Mon visage ne sera pas vu.»)

## Christianisme

### le Nouveau Testament
Jésus enseigne que les cœurs purs verront Dieu (Matthieu 5:8) et que les anges des enfants verront le visage de Dieu le Père (Matthieu 18:10). Les apôtres enseignent que «aujourd'hui nous voyons au moyen d'un miroir, d'une manière confuse, mais alors ce sera face à face» (1 Corinthiens 13:12), que sans la sainteté «personne ne verra le Seigneur» (Hébreux 12:14), et que le peuple de Dieu «verra sa face» (Apocalypse 22:4).

## Islam
Selon le Coran, au Jour du Jugement, «certains visages seront rayonnants, regardant le Seigneur.» (75:22-23) Ala-Maududi commente que certains commentateurs «ont compris cela de manière allégorique», et que lui-même croit que «dans l'au-delà, les habitants du Paradis ne verront pas Allah sous la forme spécifique sous laquelle l'homme voit quelque chose dans le monde, mais leur nature de vision sera différente, ce que nous ne pouvons pas comprendre ici.» 